# The Devil's Holiday

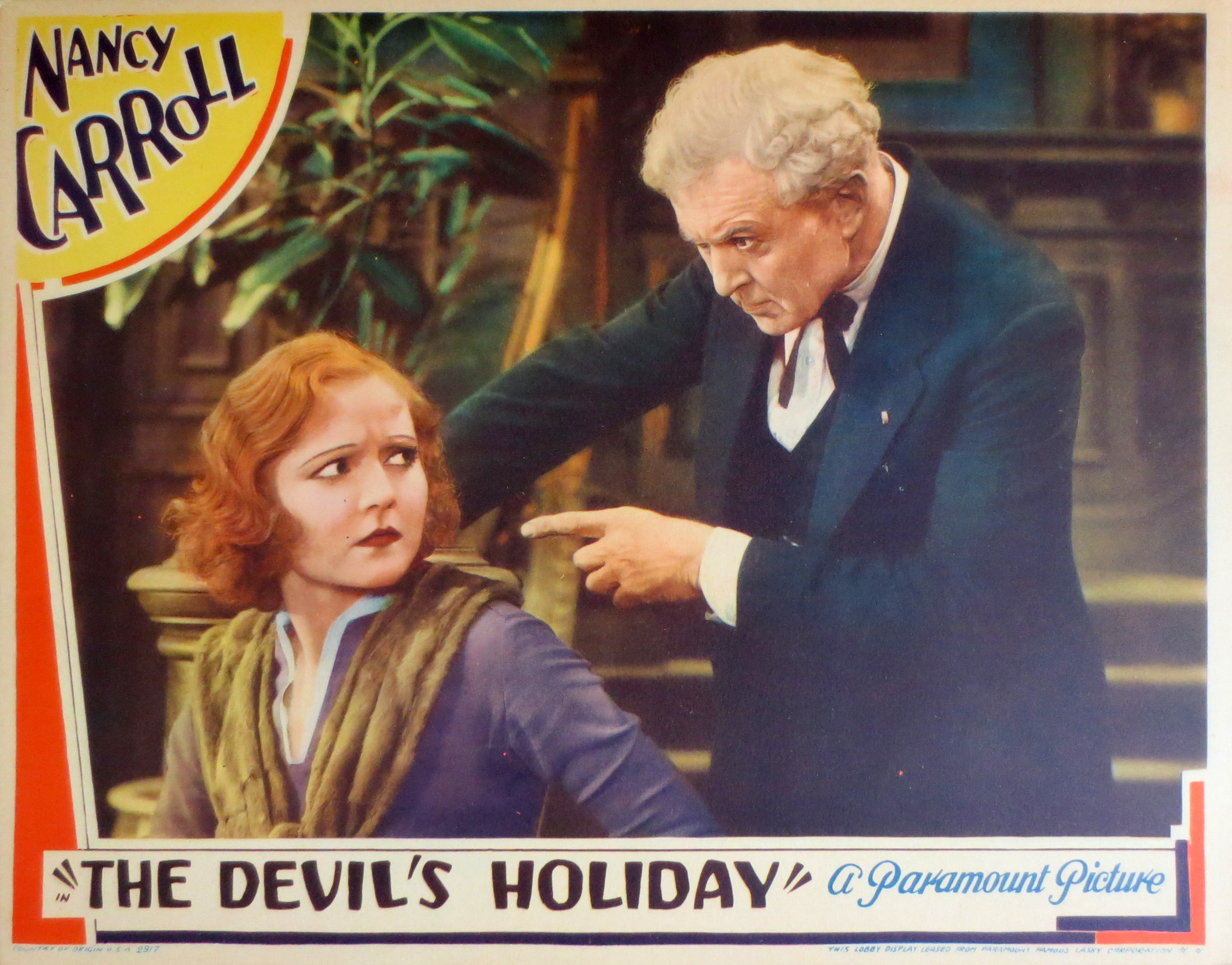
Postal de propaganda de la pel·lícula

The Devil's Holiday és una pel·lícula de la Paramount escrita i dirigida per Edmund Goulding i interpretada per Nancy Carroll, Phillips Holmes i Hobart Bosworth entre d'altres. La pel·lícula es va estrenar el 9 de maig de 1930. Caroll va estar nominada a l'Oscar a la millor actriu per aquesta pel·lícula.

## Argument
Hallie Hobart és una que odia els homes i que es dedica a fer la manicura en un hotel. Ella ha guanyat una petita fortuna oferint altres serveis a venedors de maquinària agrícola i a través d’aquesta activitat coneix David Stone, el fill d'Ezra, un ric terratinent que ha fet la seva fortuna amb el blat. Aprofitant que és un noi molt senzill, Hallie i fa que s’enamori d’ella. Mark, el germà de David, arriba a la ciutat per salvar-lo de les intrigues de Hallie i aquesta, enfurismada perquè la titlla d’interessada, trama venjança. Quan David li demana que es casin ella l'accepta. A la granja, David obliga a Mark a ser educat. Més tard Ezra s'enfada quan Hallie li diu que no estima el seu fill i exigeix un preu per deixar-los. Més tard, David es presenta al seu hotel, on ella celebra una festa de comiat, i a rel de l'entrevista lamenta la seva acció. Quan David comença a patir depressió, Hallie li torna els diners per fer-se perdonar i es reconcilien.

## Repartiment
- Nancy Carroll (Hallie Hobart)
- Phillips Holmes (David Stone)
- James Kirkwood (Mark Stone)
- Hobart Bosworth (Ezra Stone)
- Ned Sparks (Charlie Thorne)
- Morgan Farley (Monkey McConnell)
- Jed Prouty (Kent Carr)
- Paul Lukas (Dr. Reynolds)
- ZaSu Pitts (Ethel)
- Morton Downey (Freddie, el tenor)
- Guy Oliver (Hammond)
- Laura La Varnie (Madame Bernstein)
- Wade Boteler
- Jessie Pringle